# Système éducatif en Érythrée

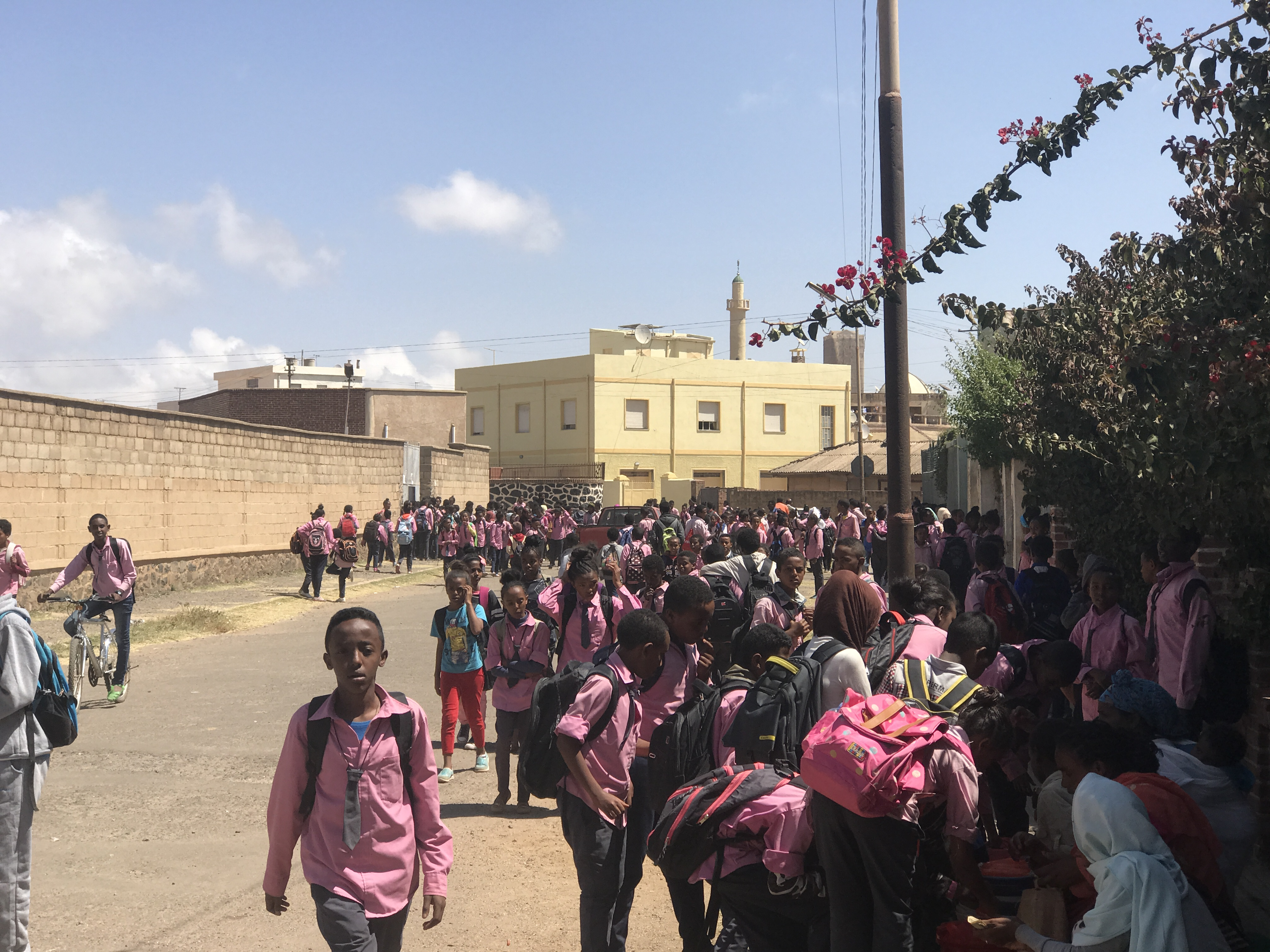
Écoliers en uniforme.

Le Système éducatif en Érythrée est repose sur une éducation officiellement obligatoire de 6 à 16 ans. À la suite de l'indépendance de l'Érythrée en 1993, le Front populaire de libération de l'Érythrée qui est à la tête du pays, souhaite développer l'éducation en la rendant accessible à tous. La constitution garantit donc une éducation gratuite, obligatoire pour tous. Le système éducatif érythréen encourage aussi le multilinguisme en enseignant les langues maternelles même minoritaires. Cependant dans l'enseignement supérieur le tigrigna et l'anglais sont beaucoup plus présents que les autres langues.   
Le système éducatif érythréen est composé de cinq cycles : la maternelle (pre-primary), la primaire (primary), le collége (middle), l'enseignement secondaire (secondary), l'enseignement supérieur (tertiary). Mais seul le cycle du primaire qui dure sept ans est obligatoire.